# Моламьяйн

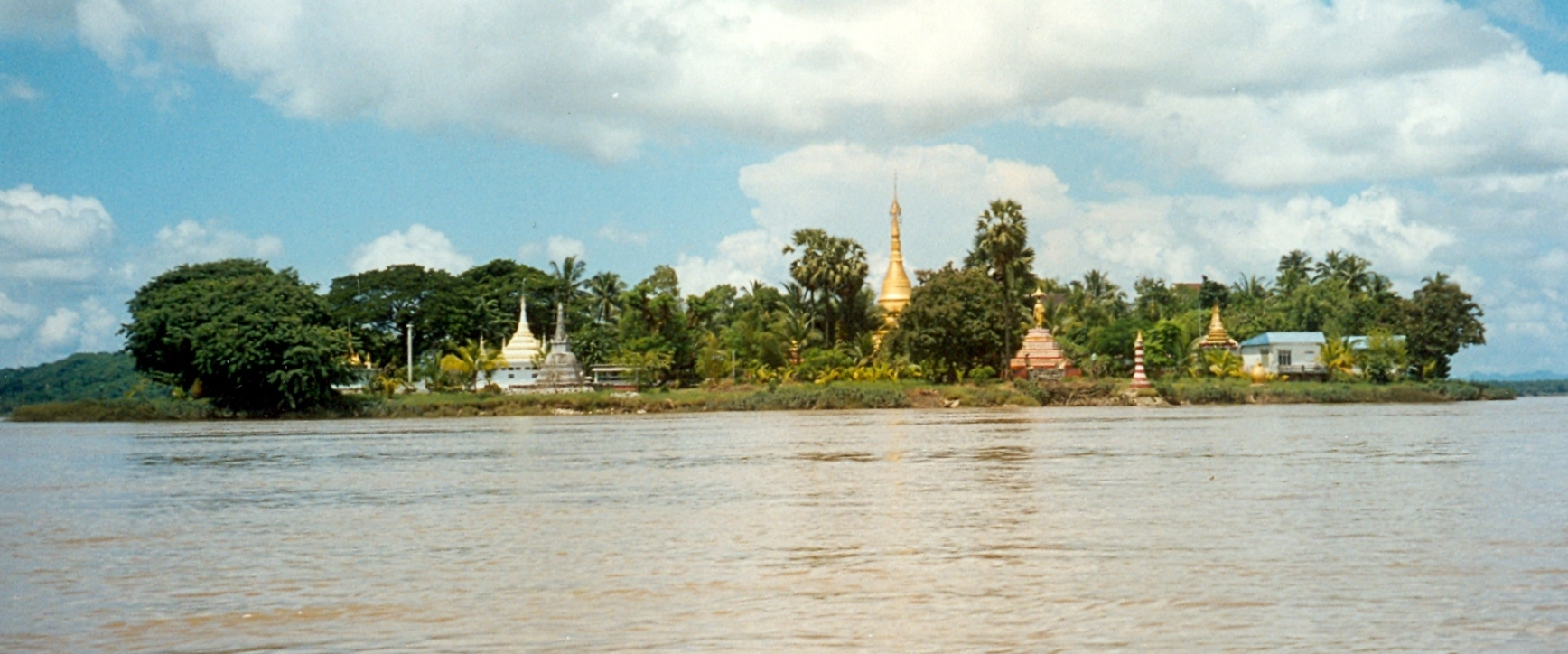
Остров Шампу около Моулмейна.

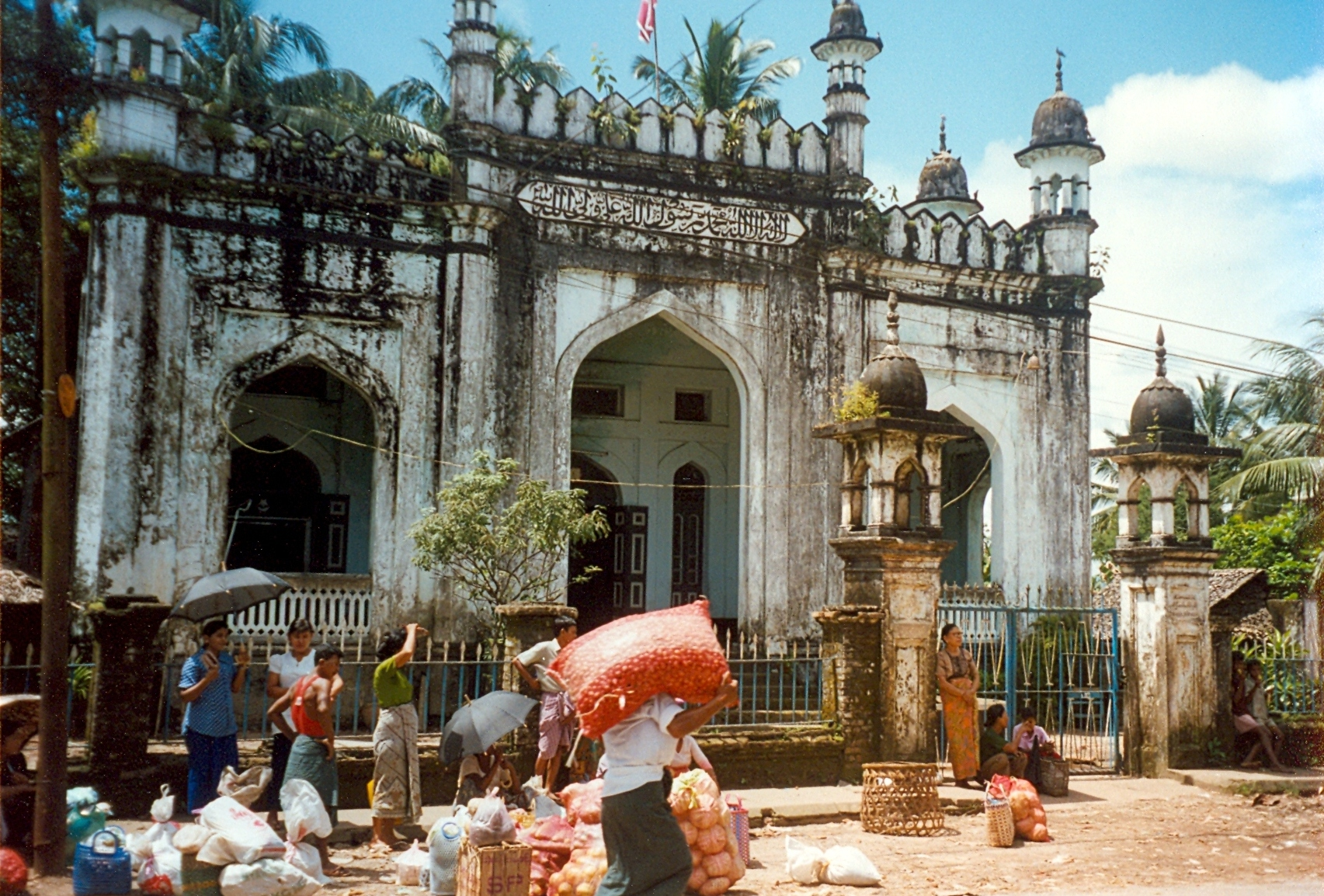
Мечеть Могул-шаха, Моулмейн

Моламья́йн (бирм. မော်လမြိုင်မြို့, MLCTS = mau la. mruing mrui) — столица национального округа (штата) Мон в Мьянме, третий по населению город страны с населением почти 400000. Стоит на реке Салуин и является портом на берегу Андаманского моря.
75 % населения занимают моны; бирманцы, англо-бирманцы, китайцы, индийцы и карены составляют меньшинство. Во время колонизации в городе жило много англичан, и город назывался «Малой Англией», англичане обычно содержали каучуковые фермы, но потом большинство из них уехало в Англию или в Австралию.
Моламьяйн был первой столицей Британской Бирмы с 1827 по 1852 год после того, как Тенассерим и Аракан перешли к британцам по соглашению в Яндабо (см. Первая англо-бирманская война), город был выбран как хороший порт для вывоза тика.
В 1860 году в Моулмейне (Моламьяйне) католическим Братством христианских школ была открыта действующая до сих пор первая в стране школа для бедных.
Производит каучук и минеральное сырьё. Производство и обработка древесины.
На данный момент городской порт не имеет такой известности, как прежде, однако играет большую роль в соединении Моламьяйна с городами выше по течению реки Салуин. Расположен в 2 км от железнодорожной станции.
Сейчас город известен тропическими фруктами и непревзойдённой кулинарией. Городские ювелиры знамениты изготовлением золотых и серебряных украшений. В окрестных горах много буддийских храмов, пагод и пещер. На морском побережье организуются курортные зоны.
Город упоминается в стихотворении Редьярда Киплинга «Мандалай».
В Моулмейне происходит действие в рассказе Джорджа Оруэлла «Как я стрелял в слона».